# Carduelinae
I Carduelinae Vigors, 1825 sono una sottofamiglia di uccelli passeriformi della famiglia Fringillidae.

## Etimologia
Il nome scientifico della sottofamiglia deriva da quello del cardellino, Carduelis carduelis. Esso venne ideato e introdotto dallo zoologo irlandese Nicholas Aylward Vigors, nel 1825.

## Descrizione
A questa sottofamiglia vengono ascritte sia le specie di minori dimensioni (lucherino andino e lucherino dorsonero con 9,5 cm di lunghezza e 8,4 g di peso) che le più grandi (frosone dal collare con 24 cm di lunghezza e 83 g di peso, nonché singoli esemplari di ciuffolotto delle pinete che misurano fino a 25,5 cm e di frosone vespertino pesanti 86,1 g) in seno ai fringillidi.
Pur presentando forma e dimensioni variabili, i membri della sottofamiglia Carduelinae presentano tutti dei caratteri generali comuni, riconducibili alla conformazione del cranio. L'aspetto è solitamente tozzo e massiccio, con testa arrotondata, occhi vivaci, ali appuntite e generalmente più unghe della coda, che è squadrata o al più forcuta: il becco presenta foggia variabile ma è generalmente conico, a volte di eccezionale robustezza (frosoni), altre volte sottile e ricurvo (molti drepanidini), altre ancora incrociato (crocieri), ma generalmente non molto lungo. Il piumaggio risulta anch'esso piuttosto diversificato nelle varie specie, presentandosi in genere dominato dalle tonalità del grigio-bruno o del rosso, con tendenza a schiarirsi ventralmente ed a scurirsi su testa e dorso, con presenza in un certo numero di specie di barre alari più chiare: in molte specie è presente dicromatismo sessuale, coi maschi più vivacemente colorati rispetto alle femmine.

## Biologia
Gli appartenenti alla sottofamiglia hanno dieta essenzialmente granivora: a differenza degli altri passeriformi (come passeri e zigoli), essi sono specializzati nel nutrirsi direttamente dalle fonti di cibo, piuttosto che nel cercare il cibo al suolo. La forma del becco spesso è un adattamento alla dieta specializzata dell'animale: i becchi massivi dei frosoni servono a rompere i noccioli più coriacei, il becco incrociato dei crocieri ben si adatta ad estrarre i pinoli, mentre i lunghi e sottili becchi dei drepanidini hawaiiani si rivelano utili a suggere il nettare dai fiori.
I Carduelinae si muovono perlopiù in coppie o in stormi: durante il periodo riproduttivo, tuttavia, le coppie tendono a isolarsi divenendo territoriali. I pulli, a differenza di buona parte dei passeriformi, vengono nutriti dai genitori in massima parte con semi rigurgitati, e solo una piccola percentuale del loro nutrimento è di origine animale.

## Distribuzione e habitat
Carduelinae è una sottofamiglia praticamente cosmopolita: se ne trovano rappresentanti un po' in ogni parte del globo (eccezion fatta per l'Australia e le aree polari), con tendenza a concentrarsi in Eurasia e a dare tipicità per una singola regione (i drepanidini alle Hawaii, i carpodacini in Estremo Oriente, Crithagra in Africa, etc.): in generale, essi possono essere osservati in qualsiasi ambiente dove vi sia presenza di acqua e vegetazione per nidificare e nutrirsi, dalle aree semidesertiche e desertiche alle zone innevate montane e alla tundra.

## Tassonomia
La tassonomia della sottofamiglia è sempre stata piuttosto tormentata: con l'avanzamento delle analisi genetiche, tuttavia, è stata fatta chiarezza sui legami filogenetici in seno al taxon, portando ad alcune modifiche consistenti:
- i drepanidini hawaiiani, precedentemente facenti parte di una propria sottofamiglia (Drepanidinae), sono stati declassati al rango di tribù di Carduelinae (Drepanidini)[9];
- i generi più numerosi (il già menzionato Carpodacus, oltre a Carduelis e Serinus) si sono rivelati polifiletici e pertanto sono stati scorporati dando vita ai generi (precedentemente sottogeneri) Haemorhous (segregato da Carpodacus), Acanthis, Chloris, Linaria e Spinus (segregati da Carduelis), Chrysocorythus e Crithagra (segregati da Serinus)[10][11];

Pertanto, attualmente la sottofamiglia è organizzata come segue:
Sottofamiglia Carduelinae
- Tribù Coccothraustini
  - Genere Mycerobas
  - Genere Hesperiphona
  - Genere Coccothraustes
  - Genere Eophona

- Tribù Pyrrhulini
  - Genere Pinicola
  - Genere Pyrrhula
  - Genere Rhodopechys
  - Genere Bucanetes
  - Genere Agraphospiza
  - Genere Callacanthis
  - Genere Pyrrhoplectes
  - Genere Procarduelis
  - Genere Leucosticte
- Tribù Carpodacini

- - Genere Carpodacus
- Tribù Drepanidini

- - Genere Melamprosops
  - Genere Paroreomyza
  - Genere Oreomystis
  - Genere Telespiza
  - Genere Loxioides
  - Genere Rhodacanthis †
  - Genere Chloridops †
  - Genere Psittirostra
  - Genere Dysmorodrepanis †
  - Genere Drepanis
  - Genere Ciridops †
  - Genere Palmeria
  - Genere Himatione
  - Genere Viridonia †
  - Genere Akialoa †
  - Genere Hemignathus
  - Genere Pseudonestor
  - Genere Magumma
  - Genere Loxops
  - Genere Chlorodrepanis
- Tribù Carduelini

- - Genere Haemorhous
  - Genere Chloris
  - Genere Rhodospiza
  - Genere Rhynchostruthus
  - Genere Linurgus
  - Genere Crithagra
  - Genere Linaria
  - Genere Acanthis
  - Genere Loxia
  - Genere Chrysocorythus
  - Genere Carduelis
  - Genere Serinus
  - Genere Spinus

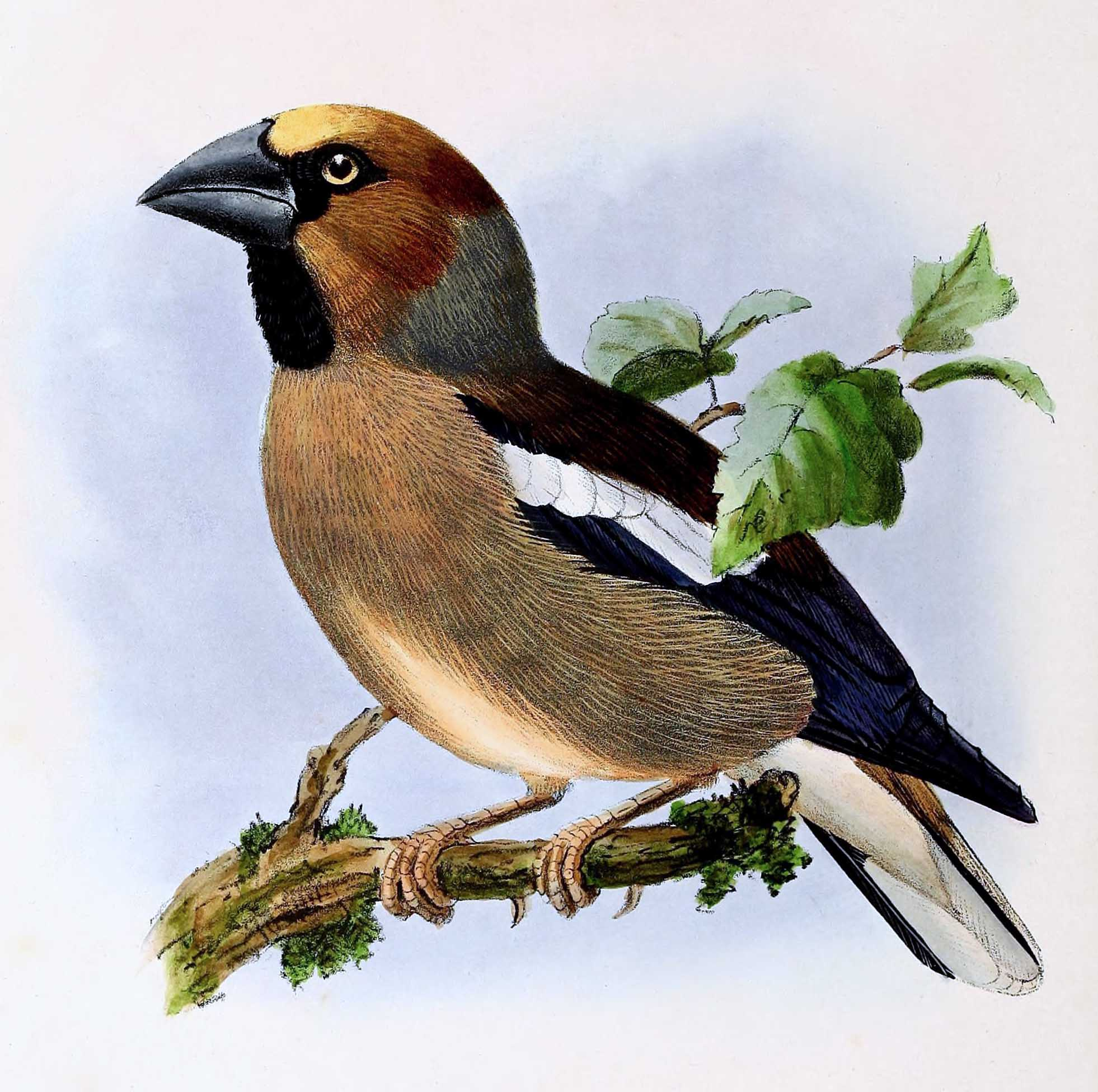
Frosone (Coccothraustes coccothraustes)

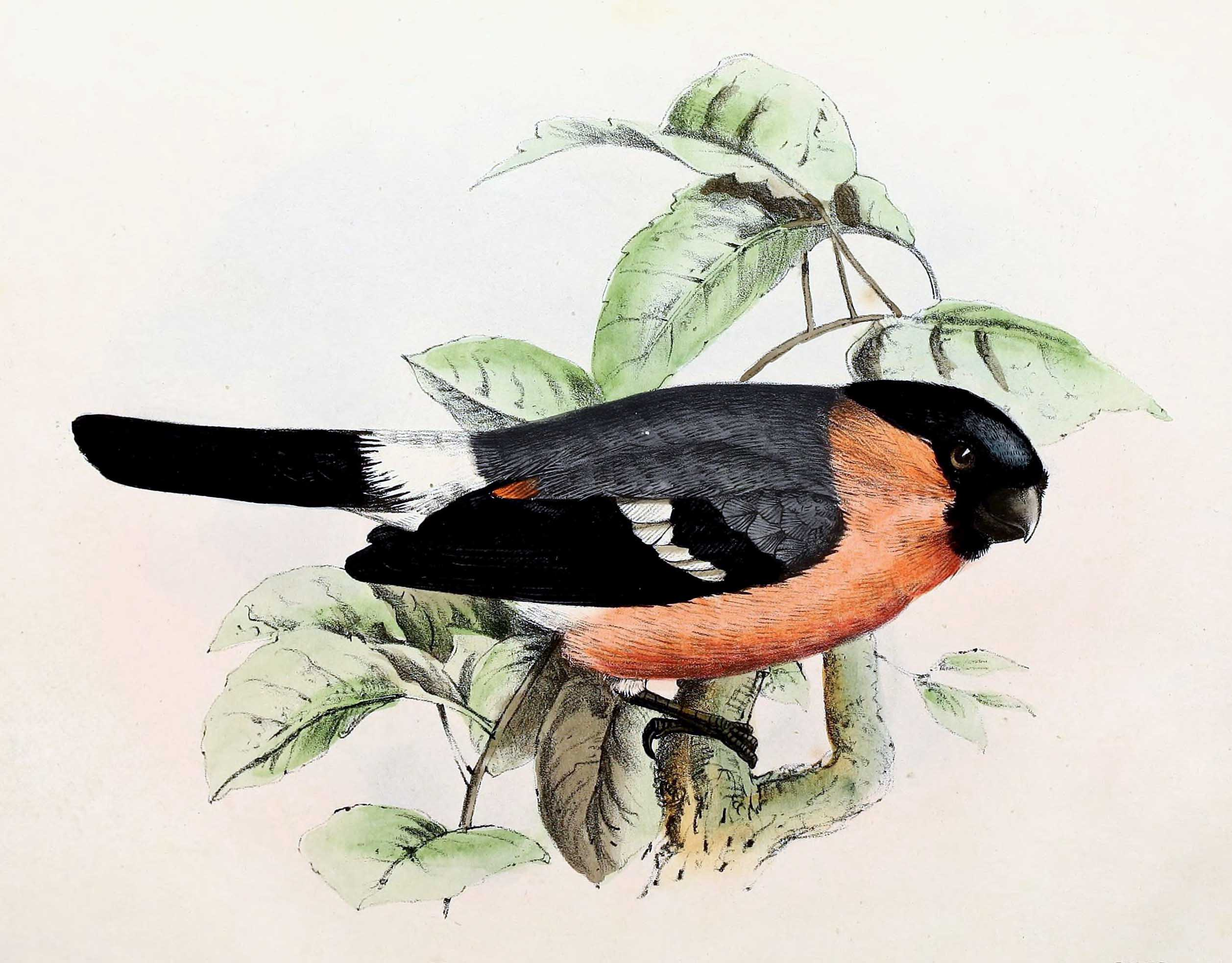
Ciuffolotto (Pyrrhula pyrrhula)

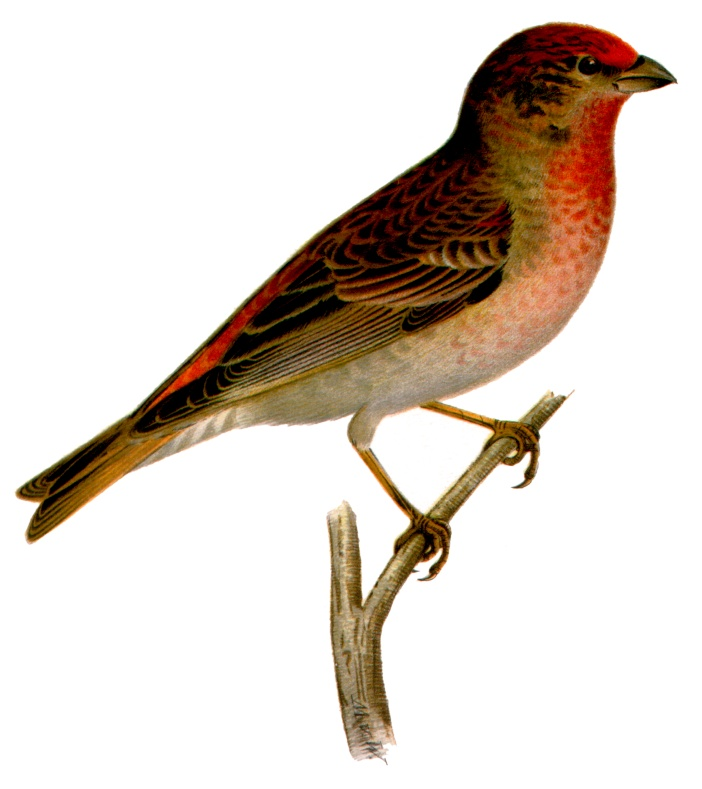
Ciuffolotto scarlatto (Ciuffolotto scarlatto)

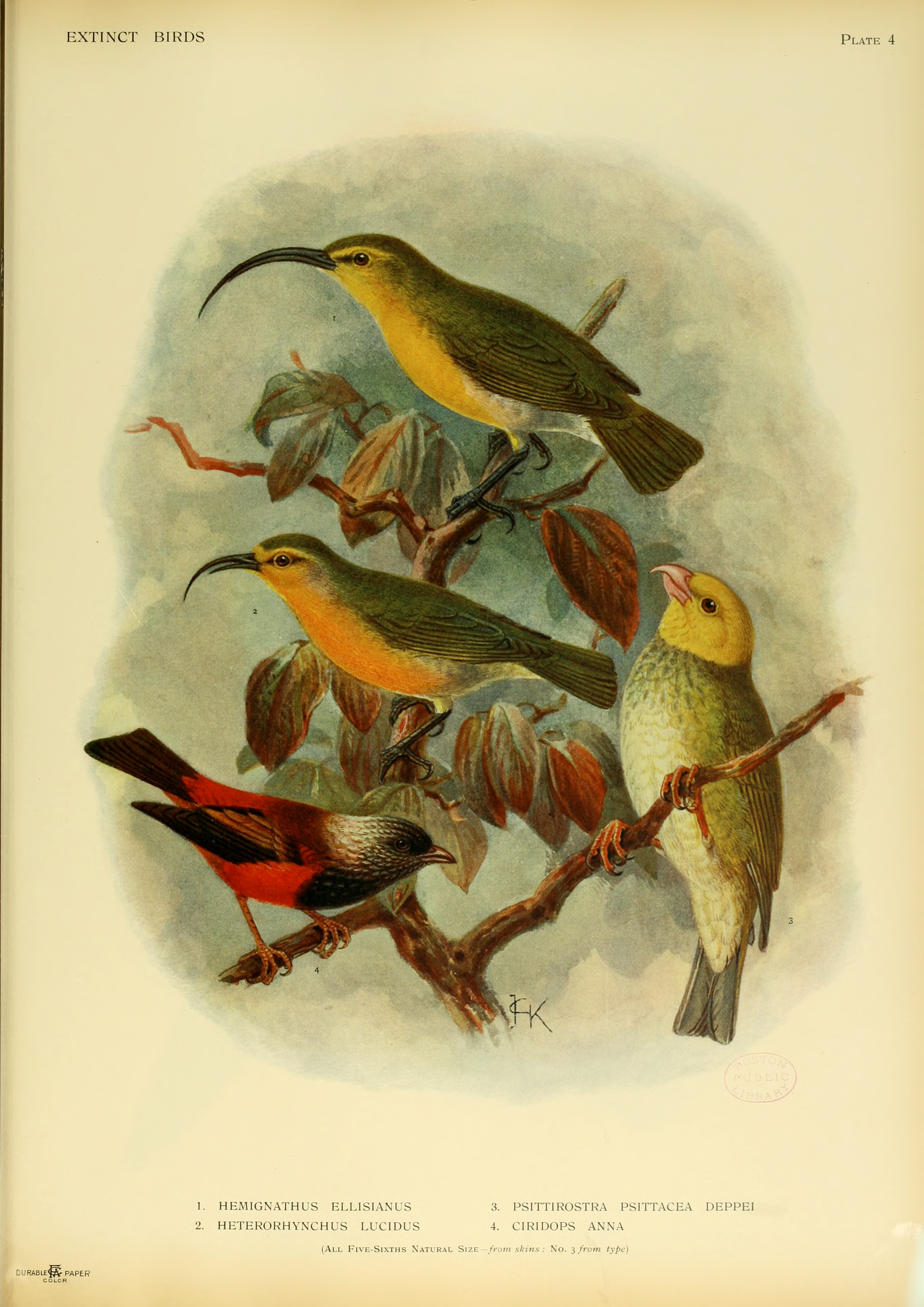
In alto akialoa maggiore
Al centro nukupuu
In basso a sin ula-ai-hawane
In basso a dx ou.

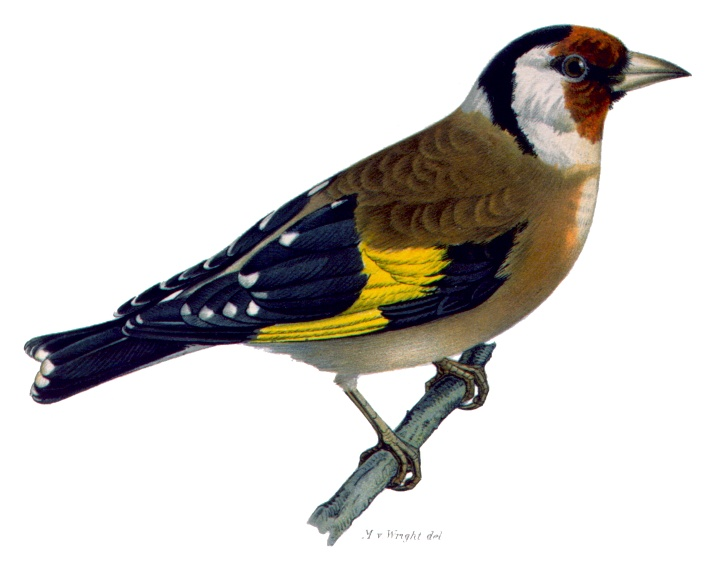
Cardellino (Carduelis carduelis)

La sottofamiglia si mostra vicina a quella degli Euphoniinae, con la quale forma un clade distanziato dai Fringillinae, più basali: al suo interno, oltre ai Coccothraustini più basali, si trova il clade Carpodacini-Drepanidini (con questi ultimi discendenti diretti dei primi), i Pyrrhulini e, leggermente meno affini, i Carduelini.